# Pooddusvärri
Pooddusvärri är en kulle i Finland. Den ligger i Utsjoki kommun i landskapet Lappland, i den norra delen av landet, 1 100 km norr om huvudstaden Helsingfors. Toppen på Pooddusvärri är 270 meter över havet.
Terrängen runt Pooddusvärri är huvudsakligen kuperad, men åt sydost är den platt. Trakten runt Pooddusvärri är nära nog obefolkad, med mindre än två invånare per kvadratkilometer. Omgivningarna runt Pooddusvärri är i huvudsak ett öppet busklandskap.